# Rhinella quechua
Rhinella quechua es una especie de anfibios de la familia Bufonidae.
Es endémica de Bolivia, en altitudes entre 1900 y 2600 m.
Su hábitat natural incluye montanos secos, ríos, marismas de agua dulce.
Está amenazada de extinción.